# Mindéré
Mindéré (auch: Méndéré) ist ein Dorf in der Landgemeinde Torodi in Niger.

## Geographie
Das von einem traditionellen Ortsvorsteher (chef traditionnel) geleitete Dorf befindet sich rund 43 Kilometer nordwestlich des urbanen Zentrums von Torodi, des Hauptorts der gleichnamigen Landgemeinde und des gleichnamigen Departements Torodi, das zur Region Tillabéri gehört. Zu den Siedlungen in der näheren Umgebung von Mindére zählen Allaréni im Südosten, Mamassi im Südwesten und Bossey Bongou im Westen.
Mindéré ist Teil der Übergangszone zwischen Sahel und Sudan. Die durchschnittliche jährliche Niederschlagsmenge beträgt hier zwischen 500 und 600 mm.

## Geschichte
Die Region Tillabéri und insbesondere das Departement Torodi waren ab 2019 verstärkt der Gefährdung durch nichtstaatliche bewaffnete Gruppen ausgesetzt. Diese äußerte sich in Angriffen, Morden, Entführungen, Plünderungen und Einschüchterungen. Minderé gehörte zu den Dörfern, aus denen deswegen Anfang 2021 Menschen flüchteten.

## Bevölkerung
Bei der Volkszählung 2012 hatte Mindéré 556 Einwohner, die in 63 Haushalten lebten. Bei der Volkszählung 2001 betrug die Einwohnerzahl 358 in 38 Haushalten und bei der Volkszählung 1988 belief sich die Einwohnerzahl auf 1268 in 128 Haushalten.

## Wirtschaft und Infrastruktur
Es gibt eine Schule im Dorf.